# Mamma Mia! Sose hagyjuk abba
A Mamma Mia! Sose hagyjuk abba (eredeti cím: Mamma Mia! Here We Go Again) 2018-as romantikus filmmusical-filmvígjáték, amelyet Ol Parker rendezett Parker, Catherine Johnson és Richard Curtis történetéből. Ez a 2008-as Mamma mia! című film folytatása, amely az ABBA együttes dalaira épül, s az egyiknek a címét viseli. Főbb szerepekben Amanda Seyfried, Christine Baranski, Julie Walters, Pierce Brosnan, Dominic Cooper, Andy García, Colin Firth, Stellan Skarsgård, Jessica Keenan Wynn, Alexa Davies, Jeremy Irvine, Hugh Skinner, Josh Dylan, Cher és Meryl Streep láthatók.
A film cselekménye két idősíkon fut: az egyik 1979-be megy vissza és elmeséli Donna Sheridan Kalokairi szigetére érkezésének történetét és az első találkozását lánya, Sophie három lehetséges apjával.
Az első film pénzügyi sikerének köszönhetően a Universal Pictures régóta tervezte a folytatást. A filmet hivatalosan 2017 májusában jelentették be, amikor is felkérték Parkert rendezőnek és forgatókönyvírónak. 2017 júniusában az első film színészei közül sokan megerősítették részvételüket, valamint a stúdió felvette a fiatal Donna szerepére Lily James-et. A forgatás 2017 augusztusától decemberéig Horvátországban és a Surrey-i Shepperton Studios-ban történt. A film gyártója a Playtone, a Littlestar Productions és a Legendary Entertainment.
A film premierjére a londoni Hammersmith Apollo-ban került sor 2018. július 16-án, majd július 20-án mutatták be az Egyesült Királyságban és az Egyesült Államokban, tíz évvel az első rész után. 
Világszerte  400 millió dollárt eredményezett és általában kedvező véleményt kapott a kritikusoktól, akik közül sokan dicsérték az előadást és a zenei számokat.

## Cselekmény
Sophie Sheridan felkészül az édesanyja, Donna (aki egy évvel korábban elhunyt) szállodájának nagyszabású, újbóli megnyitására. Nagyon ideges, mert két apja, Harry és Bill nem tud jelen lenni a megnyitón, és nehézségei vannak Sky-jal, aki kiment szakmát tanulni New Yorkba és ott álláslehetőséget kap. Sky azt szeretné, ha Sophie odaköltözne hozzá Amerikába, de a lány nem akarja otthagyni a görög Kalokairi szigetet.
1979-ben a fiatal Donna készül a világ beutazására. Párizsban találkozik Harry-vel, akivel  románcuk szövődik. De nem érzi magát jól Franciaországban, így otthagyja Harryt és tovább áll Görögországba. Később elmulasztja hajóját Kalokairi szigetére, de a fiatal Bill felajánlja neki, hogy elviszi. Útközben segítenek egy kétségbeesett halásznak, Alexiónak, hogy időben megállítsa élete szerelmének kényszerházasságát. Bill elmondja, hogy egy több napos verseny miatt ott kell hagynia a lányt, így szomorúan, de a fiú elmegy Donnától.
A jelenben Tanya és Rosie érkeznek, hogy támogassák Sophie-t és kiderül, hogy Rosie és Bill szakítottak. Sophie meglátogatja Samet, aki még mindig gyötrődik Donna halála után.
A múltban Donna megérkezik a szigetre, és miközben feltár egy elhagyatott parasztházat, egy hirtelen vihar arra készteti, hogy megmentsen egy lovat, ami a pincében ragadt. Segítséget keres és így megtalálja a fiatal Samet, aki segít neki megmenteni az állatot.
A jelenben egy hirtelen vihar komoly zavarokat okoz Sophie terveinek, amelyek a nagy újbóli megnyitásra irányultak és megakadályozták az esemény médiába kerülését.
A múltban Donna és Sam élvezik románcukat, ami véget ér, amikor Donna felfedezi Sam menyasszonyának képét a fiókjában. Donna szomorúsággal és haraggal telve arra utasítja Samet, hogy hagyja el a szigetet.
A jelenben Sophie azon szomorkodik, hogy cserben hagyta anyját, a megnyitó füstbe menése miatt. Eközben Harry félbehagy egy üzleti tárgyalást Tokióban, hogy meglátogassa Sophie-t, valamint Bill is rájön, hogy a családja fontosabb neki, mint az üzleti ügyei. Bill és Harry találkoznak egy görög dokknál, de hajó elmegy a szemük elől. Bill azonban találkozik Alexióval, a halásszal, akinek régen segített és így a halász biztosítja a hajójáratot Harrynek, Billnek, valamint a hazaérkezett Sky-nak.
A múltban a depressziós Donna szomorúan siratja Samet, de Tanya és Rosie jókedvre derítik őt. Találkozik ismét Billel, aki visszatért a versenyről. Donna megörül és Bill hajóján kimennek a tengerre; míg elmennek, Sam visszatér, mivel rájött, hogy csak Donnát szereti, de meghallja, hogy egy másik férfival van, és elhagyja a szigetet.
Donna felfedezi, hogy várandós, de fogalma sincs, hogy legutóbbi szerelmesei közül ki az apa. Sophie, a bár (ahol a Donna és a Dinamók énekeltek) tulajdonosának édesanyja hallja Donna kívánságát, hogy a szigeten szeretne maradni és felajánlja, hogy Donna éljen a romos házában, ahol addig is lakott, ha vállalja, hogy megjavítja azt. Az ajánlatot Donna boldogan elfogadja. Pár hónap múlva megszületik Sophie.
A jelenben a vendégek megérkeznek a partira, és Sophie újra találkozik két másik apjával és Sky-jal. Sophie elmondja Sky-nak, hogy gyerekük lesz és soha nem érezte ilyen közel az édesanyját, mivel megértette, mit érzett akkor anyja, amikor vele volt várandós. Bill újra meghódítja Rosie-t és közösen sírnak Donna elvesztése miatt. Sophie elidegenedett nagyanyja, Donna anyja, Ruby érkezik meg annak ellenére, hogy Sophie úgy döntött, nem hívja meg. Kiderül, hogy Sky értesítette Ruby-t az ünnepségről. Sophie, Tanyával és Rosie-val közösen énekel egyet Donna tiszteletére, nagyanyja pedig elmondja neki, mennyire büszke rá. Ezután kiderül, hogy a szálloda vezetője, Fernando, Ruby ex-szeretője volt, utoljára 1959-ben, Mexikóban találkoztak. A két volt szerelmes között újra felizzik a levegő és boldogan csókolják meg egymást.
Kilenc hónappal később Sophie egy kisfiút hoz a világra és mindenki újra összegyűl a keresztelő miatt, ahol Tanya flörtölni kezd Fernando testvérével, Rafaellel. A ceremónián Donna szelleme büszkén figyeli a lányát. Az ünnepség folytatódik a hotelben, ahol mindenki énekelni kezd, Donnával és a fiatal színészekkel kiegészülve. A dramaturgiai szálak összekeverednek.

## Szereplők
| Szereplő                        | Színész                                                                                   | Magyar hangja (1. szinkron, 2018)                      |
| ------------------------------- | ----------------------------------------------------------------------------------------- | ------------------------------------------------------ |
| Sophie Sheridan                 | Amanda Seyfried                                                                           | Czető Zsanett                                          |
| Sophie Sheridan                 | Donna 25 éves lánya és Sky párja.                                                         |                                                        |
| Donna Sheridan-Carmichael       | Meryl Streep (felnőttként) Lily James (fiatalon)                                          | Nem szólal meg (felnőttként) Mórocz Adrienn (fiatalon) |
| Donna Sheridan-Carmichael       | Sophie anyja és Sam felesége. A Donna és a Dinamók alapítója.                             |                                                        |
| Sky                             | Dominic Cooper                                                                            | Moser Károly                                           |
| Sky                             | Sophie párja.                                                                             |                                                        |
| Tanya Chesham-Leigh             | Christine Baranski (felnőttként) Jessica Keenan Wynn (fiatalon)                           | Vándor Éva (felnőttként) Kis-Kovács Luca (fiatalon)    |
| Tanya Chesham-Leigh             | Donna tehetős és háromszorosan elvált barátnője, tagja a Donna és a Dinamóknak.           |                                                        |
| Rosie Mulligan                  | Julie Walters (felnőttként) Alexa Davies (fiatalon)                                       | Andresz Kati (felnőttként) Szilágyi Csenge (fiatalon)  |
| Rosie Mulligan                  | Donna szórakoztató és szeretetre méltó barátnője, szintén tagja a Donna és a Dinamóknak.  |                                                        |
| Sam Carmichael                  | Pierce Brosnan (felnőttként) Jeremy Irvine (fiatalon)                                     | Kautzky Armand (felnőttként) Jéger Zsombor (fiatalon)  |
| Sam Carmichael                  | Ír-amerikai építész, Donna özvegye.                                                       |                                                        |
| Harry Bright                    | Colin Firth (felnőttként) Hugh Skinner (fiatalon)                                         | Csankó Zoltán (felnőttként) Czető Roland (fiatalon)    |
| Harry Bright                    | Angol bankár.                                                                             |                                                        |
| Bill Anderson                   | Stellan Skarsgård (felnőttként) Josh Dylan (fiatalon)                                     | Máté Gábor (felnőttként) Fehér Tibor (fiatalon)        |
| Bill Anderson                   | Svéd tengerész és utazási író.                                                            |                                                        |
| Kurt Anderson                   | Stellan Skarsgård                                                                         | Máté Gábor                                             |
| Kurt Anderson                   | Bill elhízott testvére.                                                                   |                                                        |
| Ruby Sheridan                   | Cher                                                                                      | Hernádi Judit                                          |
| Ruby Sheridan                   | Donna anyja és Sophie nagyanyja.                                                          |                                                        |
| Fernando Cienfuegos             | Andy García                                                                               | Dörner György                                          |
| Fernando Cienfuegos             | A Hotel Bella Donna igazgatója és Ruby régi szeretője, feltehetően Donna apja.            |                                                        |
| Sofia                           | Maria Vacratsis                                                                           | Pásztor Erzsi                                          |
| Sofia                           | Egy helyi görög lakos, akinek tulajdonában van a bár és a ház, amiben később Donna lakik. |                                                        |
| Lazaros                         | Panos Mouzourakis                                                                         | Nagypál Gábor                                          |
| Lazaros                         | Sofia fia, és akinek a zenekara a bárban játszik.                                         |                                                        |
| Görög vámos                     | Omid Djalili                                                                              | Törköly Levente                                        |
| Egyetemi rektor                 | Celia Imrie                                                                               | Kiss Erika                                             |
| Cameoszereplő                   | Színész                                                                                   | Magyar hang                                            |
| Rafael Cienfuegos               | Jonathan Goldsmith                                                                        | Vass Gábor                                             |
| Rafael Cienfuegos               | Fernando bátyja.                                                                          |                                                        |
| Oxfordi professzor              | Björn Ulvaeus (az egykori ABBA együttes tagja)                                            | Nem szólalnak meg                                      |
| Zongorista a francia étteremben | Benny Andersson (az egykori ABBA együttes tagja)                                          | Nem szólalnak meg                                      |

## Filmzene
A zenei albumot 2018. július 13-án adta ki a Capitol és a Polydor Records az Egyesült Államokban és nemzetközileg. Az albumot Benny Andersson állította össze, aki Björn Ulvaeus és Judy Craymer mellett az album vezető producere volt. Minden dal szerepel a filmben, kivétel az "I Wonder (Departure)" és a "The Day Before You Came". A filmben elhangzó ABBA-slágereket a színészek adják elő.
1. "Thank You For The Music" – Sophie
2. "When I Kissed the Teacher" – a fiatal Donna és a Dinamók, az egyetemi rektor
3. "I Wonder (Departure)" – a fiatal Donna és a Dinamók
4. "Chiquitita" – Csak zene megy alatta
5. "One of Us" – Sophie, Sky
6. "Waterloo" – fiatal Harry, fiatal Donna
7. "SOS" – Sam
8. "Why Did It Have to Be Me?" – fiatal Bill, fiatal Donna, fiatal Harry
9. "I Have a Dream" – fiatal Donna
10. "Kisses of Fire" – Lazaros
11. "Andante, Andante" – fiatal Donna
12. "The Name of the Game" – fiatal Donna
13. "Knowing Me, Knowing You" – fiatal Donna, fiatal Sam, Sam, Sophie
14. "Mamma Mia" –fiatal Donna és a Dinamók
15. "Angeleyes" – Rosie, Tanya, Sophie
16. "Dancing Queen" – Sophie, Rosie, Tanya, Sam, Bill, Harry
17. "I’ve Been Waiting for You" – Sophie, Rosie, Tanya
18. "Fernando" – Ruby, Fernando
19. "My Love, My Life" – Donna, Sophie
20. "Super Trouper" – Ruby, Donna, Rosie, Tanya, Sophie, Sky, Sam, Bill, Harry, Fernando, fiatal Donna, fiatal Rosie, fiatal Tanya, fiatal Bill, fiatal Sam, fiatal Harry
21. "The Day Before You Came" – Donna†